# Акжанський сільський округ
Акжа́нський сільський округ (каз. Ақжан ауылдық округі, рос. Акжанский сельский округ) — адміністративна одиниця у складі Тимірязєвського району Північноказахстанської області Казахстану. Адміністративний центр — село Акжан.
Населення — 353 особи (2021; 511 у 2009, 765 у 1999, 1041 у 1989).
Станом на 1989 рік існувала Приозерна сільська рада (села Акжан, Приозерне). Село Приозерне було ліквідовано 2024 року.

## Склад
До складу округу входять такі населені пункти:
| Населений пункт | Старі назви | Населення, осіб (1989) | Населення, осіб (1999) | Населення, осіб (2009) | Населення, осіб (2021) |
| --------------- | ----------- | ---------------------- | ---------------------- | ---------------------- | ---------------------- |
| Акжан, село     | -           | 833                    | 480                    | 438                    | 343                    |
| Приозерне, село | -           | 208                    | 285                    | 73                     | 10                     |